# Latife Uşaki
Latife Uşaki, eller Latife Uşaklıgil, född Fatıma-tüz Zehra Latife Uşakîzâde den 17 juni 1898 i Smyrna (nuvarande Izmir), död 12 juli 1975 i Istanbul, var en turkisk presidentfru 1923–1925, gift med Mustafa Kemal Atatürk.
Hon var född i en förmögen köpmansfamilj i Smyrna. Hon studerade juridik i Paris och London och återvände till Smyrna år 1919. 
Hon gifte sig med president Mustafa Kemal Atatürk år 1923 och blev därmed Turkiets första dam. Detta var en viktig roll eftersom hon på Atatürks önskan använde den positionen för att utgöra förebild för kvinnans nya roll i den moderniseringsprocess som Turkiet då genomgick. Hon blev den första kvinna i Turkiet som spelade en offentlig roll. Det ingick i Atatürks modernisering att få kvinnor att delta i det offentliga livet, och som ett led i detta utgjorde Latife Uşaki förebild genom att sluta bära slöja, klä sig i moderna västerländska kläder och visa sig offentligt vid hans sida.
Den representativa rollen som presidentfru, som innebar sådant som att delta i offentliga högtider och officiella middagar och annan representation, var gammal tradition i Västvärlden, men något nytt och radikalt i den muslimska världen. Trots att hon enbart var presidentfru i två år, spelade hon en stor roll för Turkiets sekularisering. 
Latife Uşaki tog ut skilsmässa 1925. Hon levde sedan ett diskret privatliv i Smyrna. Hennes dagböcker finns bevarade, men har inte publicerats.